# Monti del Velay
I Monti del Velay sono un gruppo montuoso francese, facente parte del Massiccio Centrale, del quale si trova nella zona centro-orientale.

## Geografia
Il gruppo montuoso del Velay conta tre massicci montani principali:
- il Massiccio del Devès, situato a ovest e a sud del Velay, al centro del dipartimento dell'Alta Loira;
- il Meygal, massiccio vulcanico situato a est;
- il Massiccio del Mézenc, che fa da confine con il dipartimento dell'Ardèche e che si trova al centro del Velay.

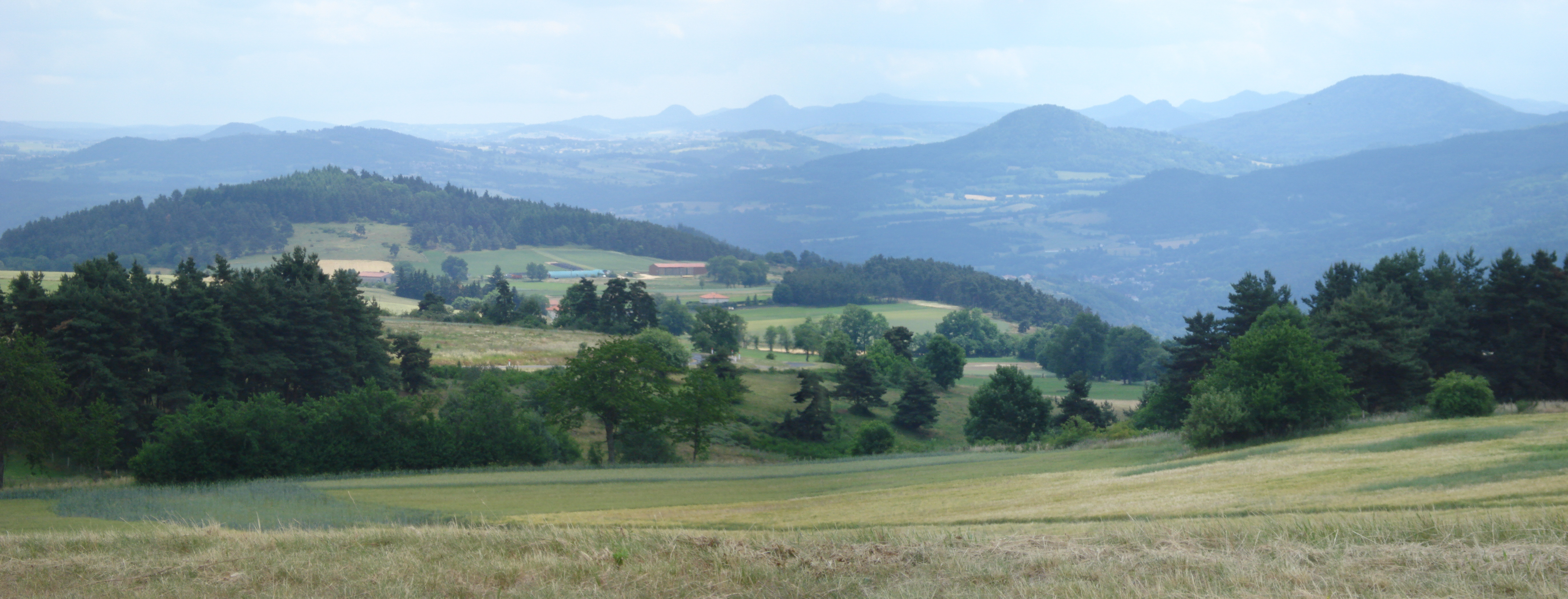
Veduta panoramica da Saint-Maurice-de-Roche verso i monti del Velay